# 제임스 로버트 러니
제임스 로버트 러니(James Robert Lunney, 1927년 12월 15일 ~ 2022년 3월 10일)는 흥남 철수 작전 당시 14000명의 피난민을 구했던 메러디스 빅토리호의 항해사였다. J. 밥 로버트 러니(J. "Bob' Robert Lunney)로 많이 불린다.

## 생애
1927년 12월 15일 뉴욕 브롱스에서 출생하여 해군으로 태평양전쟁에 참전했고 1950년 6월 뉴욕 알프레드 대학을 졸업하고 법대 진학을 목적으로 학비를 모으기 위해 메러디스 빅토리호의 일등항해사로 취업하여 레너드 라루 선장을 도와 22살의 나이로 한국전쟁에서  흥남 철수 작전을 성공적으로 수행했다.
이후 1954년 뉴욕 코넬대 로스쿨를 졸업하고 미국 뉴욕주 변호사로 활동하면서 계속해서 예비군에 해당하는 뉴욕주 해군 민병대에서 복무하여 해군 제독 소장(Rear Admiral in the New York Naval Militia)까지 진급하였다.
2006년 외국인으로서는 처음으로 재향군인회로부터 '향군대휘장'을 받았고, 우석대에서 명예박사 학위를 받았으며, 2008년 2월에는 이명박 대통령 취임식에 초대되어 참석했다.
1997년과 1998년에는 미 국무부의 요청을 받아 미군 실종자 유해발굴작업을 위해 조선민주주의인민공화국을 방문하기도 했다. 러니는 2004년 기네스북 기록 등재 직후 소감에서 "철수 당시의 진정한 영웅은 선원이라기보다 죽음의 극한 공포속에서 굳건한 용기와 신념을 보여준 피난민이었다"고 말했다.
수도자가 된 레너드 라루 선장의 2001년 장례미사에서 만난 미국계 한인사업가 안재철씨를 만나 함께 메러디스 빅토리호를 '민간 배로는 가장 많은 사람을 태우고 항해한 배'로 기네스북에 등재를 신청하여 2004년 인증을 받았다.
2022년 3월 10일 별세했다.

## 상훈
- 대통령 표창 (1958년 5월 20일, 수여식은 1958년 6월 3일)[4]
- Merchant Marine Meritorious Service Medal (1960년 8월 24일)
- 재향군인회 향군대휘장

## 참고 자료
- 기적의 배' 생명의 항해를 아십니까?